# Монастирі Тернопільської області
Монастирі Тернопільської області. Всього монастирів — 29.

## Історія

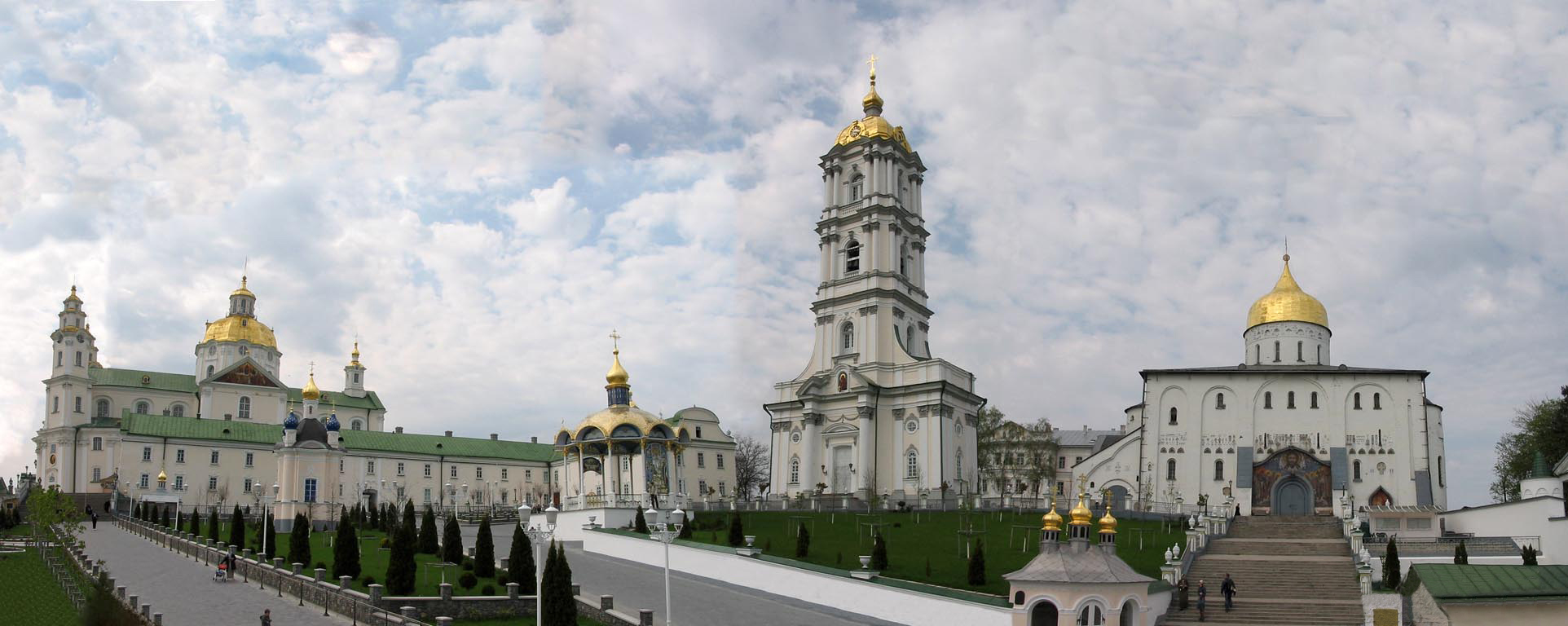
Почаївська лавра, УПЦМП

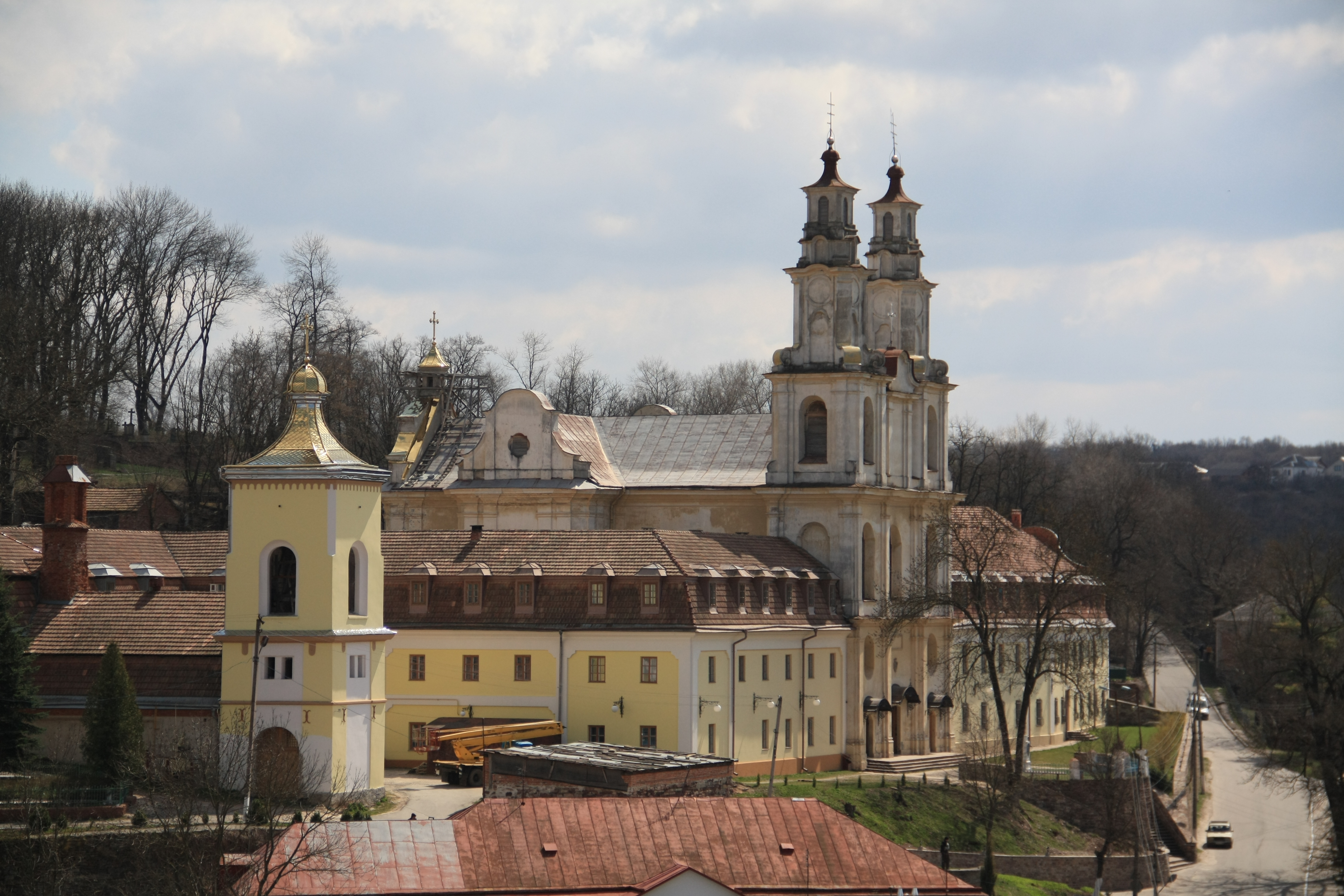
Бучацький монастир, ЧСВВ

Більшість монастирів в Україні засновані у 11-12 ст.
1882 у Галицькій митрополії було 22 монастирі і 114 ченців; 1936: в 20 монастирях — 365 ченців-василіян, у 6 монастирях — 164 ченці-студити, в 4 монастирях — 72 ченці-редемптористи.
Монастирі на Тернопільщині — від 12 ст., зокрема монастирі печерно-скельного типу (с. Струсів, нині Теребовлянського району).
Найвідоміші свого часу монастирі діяли в населених пунктах:
- м. Почаїв (1240),
- с. Улашківці, нині Чортківського району (14 ст.),
- с. Обич, нині Шумського району (1368),
- с. Рукомиш, нині Бучацького району (15 ст.),
- м. Тернопіль (1550),
- м. Кременець (1566),
- с. Старий Збараж, нині Збаразького району (1600),
- м. Бережани (16-17 ст.),
- м. Бучач, Монастир Святої Трійці (до 1652), православний, з 1652 — домініканський
- с. Жизномир Бучацького району, (1600–1606),
- с. Сокілець Бучацького району (1609),
- м. Золотий Потік, домініканський (фундуш 1608[1])
- с. Задарів, нині Монастириського району (1613),
- с. Завалів, нині Підгаєцького району (1614),
- с. Малі Загайці, нині Шумського району (1637),
- с. Краснопуща, нині Бережанського району (1665),
- містах Чортків (1676) і Бучач (1712),
- с. Михайлівка, нині Борщівського району (1896).

Майже всі, крім Скиту Почаївської лаври (1900), були василіянськими.
1940 року на Тернопільщині діяли монастирі:
- греко-католицькі:
  - василіянські чоловічі — в с. Краснопуща, м. Бучач, с. Кудринці-Завалля, нині Борщівського району, с. Михайлівка, с. Улашківці;
  - василіянські жіночі — у с. Вишнівчик, нині Теребовлянського району, с. Кудринці;
  - редемптористів чоловічі — у м. Тернопіль,
  - студитів чоловічі — у с. Зарваниця, нині Теребовлянського району;
  - студитів жіночі — с. Вел. Гаї, нині Тернопільського району, м. Підгайці;
  - жіночі сестер-служебниць — у містах Бережани, Борщів, Бучач, Заліщики, Монастириська, Тернопіль, селах Більче-Золоте, Глибочок, Королівка, Ланівці, всі нині — Борщівського району, Рудки і Самолусківці, нині Гусятинського району, Сокиринці, нині Чортківського району;

- православні — у м. Почаїв, с. Малі Загайці, м. Кременець, с. Обич;

- римо-католицькі:
  - чоловічі — в містах Бережани, Бучач[джерело?], Тернопіль, Чортків
  - жіночі РКЦ — 4.

Упродовж радянського періоду (1939–1991) греко-католицькі монастирі офіційно були заборонені й частково діяли в підпіллі, римо-католицькі не діяли через переселення більшості поляків до Польщі, з православних монастирів діяла тільки Почаївська лавра.

## Сучасність
2004 року на Тернопільщині діяли монастирі:
- УГКЦ (16) — у містах Бучач, Зборів, Тернопіль (5), Чортків, селах Вел. Гаї, Завалля, нині Панівці Борщівського району, Зарваниця, Колодіївка Підволочиського району, Краснопуща, Михайлівка, Струсів, Улашківці;
- УПЦ МП (3) — у містах Кременець і Почаїв (2);
- УПЦ КП (2) — у селах Великі Дедеркали Шумського, Монастирок Борщівського районів;
- РКЦ (7) — у містах Збараж, Зборів, Чортків, смт Микулинці Теребовлян. р-ну і Підволочиськ, селах Драганівка Тер-ноп. і Язловець Бучац. р-нів.

Усього в 29 монастирях на території області — 354 ченці й черниці.

### Монастирі УГКЦ
- Монастир Різдва Пресвятої Богородиці Ордену Братів Менших (францисканців) східного обряду
- Свято-Троїцький монастир
- Бучацький монастир, ЧСВВ
- Краснопущанський монастир Різдва св. Івана Христителя, ЧСВВ